# Ctenomys yolandae
El tuco-tuco santafesino o tuco-tuco de Yolanda (Ctenomys yolandae) es una especie de roedor del género Ctenomys de la familia Ctenomyidae. Habita en el centro-este del Cono Sur de Sudamérica.

## Taxonomía
Esta especie fue descrita originalmente en el año 1984 por los zoólogos Julio Rafael Contreras y Licia Berry.
Localidad tipo
La localidad tipo referida es: “Las Palmas (29°25′S 59°40′W), departamento General Obligado, provincia de Santa Fe Argentina”.
Etimología
El término específico es un epónimo que refiere al nombre de pila de la persona a quien le fue dedicada la especie, la bióloga argentina Yolanda Davis.
Caracterización y relaciones filogenéticas
Si bien en el año 1992 no fue aceptada su condición de taxón específico, posteriormente otros autores la elevaron nuevamente a la condición de especie plena.

## Distribución geográfica y hábitat
Esta especie se distribuye de manera endémica a lo largo de los ríos Paraná y San Javier en el centro-oeste de la provincia de Santa Fe, nordeste de la Argentina. Habita en ambientes correspondientes al chaco húmedo u oriental, en altitudes siempre inferiores a los 100 m s. n. m.

## Conservación
Según la organización internacional dedicada a la conservación de los recursos naturales Unión Internacional para la Conservación de la Naturaleza (IUCN), al tener una distribución poco extendida y sufrir algunas amenazas, la clasificó como una especie “casi amenazada” en su obra: Lista Roja de Especies Amenazadas.